# Qala-I-Naw
Qala-I-Naw est une ville d’Afghanistan, capitale de la province de Badghis, qui aurait une population de 9 000 habitants en 2006.

## Villages proches
- Senjetak